# Hans Nilsson Lindekrok
Hans Nilsson Lindekrok var en svensk domkyrkoorganist.

## Biografi
Hans Nilsson Lindekrok var mellan 1685 och 1687 ställföreträdande domkyrkoorganist i Kalmar domkyrkoförsamling, Kalmar. Han var mellan 1689 och 1691 organist i Åby församling. Lindekrok blev 1691 organist i Lidköpings församling. Han anställdes av prosten Jonas Rudberus på orgelbyggaren Magnus Åhrmans rekommendationer. Han fick en årlig lön på 80 daler silvermynt. Lindekrok avsattes som organist av Rudberus före årsskiftet 1693/1694. År 1694 blev han organist i Borås församling. Mellan 1699 och 1702 var han organist i Habo församling. 1702 reparerade han orgeln i Habo kyrka.